# نافاهو
ناڤاهو (/ˈnævəhoʊ, ˈnɑː-/; بالناڤاهو: Diné bizaad ‎[tìnépìz̥ɑ̀:t]‏ أو Naabeehó bizaad ‎[nɑ̀:pè:hópìz̥ɑ̀:t]‏) هي لغة من اللغات الأثابسكانية الجنوبية يُتحدث بها في جميع أنحاء المناطق الغربية من أمريكا الشمالية. يتحدث بهذه اللغة في المقام الأول في غرب الولايات المتحدة، خاصة في محميَّة الناڤاهو، وهي الآن واحدة من اللغات الأمريكية الأصلية الأكثر انتشارًا في شمال الحدود الأمريكيَّة المكسيكيَّة مع ما يقرب 170 ألف متحدث طليق بها حسب إحصاءات عام 2011. كافحت اللغة من أجل الحفاظ على عدد آمن من المُتحدثِّين، على الرغم من أن هذه المشكلة قد تم تخفيفها إلى حد ما من قبل برامج التعليم في محميَّة الناڤاهو.